# West Finchley metróállomás
A West Finchley a londoni metró egyik állomása a 4-es zónában, a Northern line érinti.

## Története
Az állomást 1933. március 1-jén adták át a London & North Eastern Railway részeként. A Northern line 1940. április 14-e óta használja.

## Forgalom
| Járat | Útvonal | Gyakoriság     |
| ----- | --- | -------------- |
|       | High Barnet – Totteridge & Whetstone – Woodside Park – West Finchley – Finchley Central – East Finchley – Highgate – Archway – Tufnell Park – Kentish Town – Camden Town (– tovább Kennington vagy Morden felé) | 2-5 percenként |

## Átszállási kapcsolatok
| Állomás       | Átszállási kapcsolatok       |
| ------------- | ---------------------------- |
| West Finchley | Helyi buszok (West Finchley) |

## Fordítás
- Ez a szócikk részben vagy egészben  a   West Finchley tube station című angol Wikipédia-szócikk fordításán alapul.  Az eredeti cikk szerkesztőit annak laptörténete sorolja fel. Ez a jelzés csupán a megfogalmazás eredetét és a szerzői jogokat jelzi, nem szolgál a cikkben szereplő információk forrásmegjelöléseként.